# 硝基环己烷
硝基环己烷是一种有机化合物，化学式为C6H11NO2。
硝基环己烷可由二氧化氮（或硝酸）和环己烷反应制得。次氟酸-乙腈氧化叠氮环己烷或环己胺也能得到硝基环己烷。它可以被硼氢化钠还原为环己胺。它和甲醛反应，可以得到1-硝基-1-羟甲基环己烷。它在碱性条件下和高锰酸钾反应，可以得到环己酮。